# Syllepte vagalis
Syllepte vagalis is een vlinder uit de familie van de grasmotten (Crambidae). De wetenschappelijke naam van deze soort is voor het eerst voorgesteld als Botys vagalis door Pieter Snellen in een publicatie uit 1901.
De soort komt voor in Indonesië (Java).